# Ștefan Somogy
Ștefan Somogy (n. 17 septembrie 1929, Arad, România) este un canotor român. A concurat în proba de opt rame cu cârmaci⁠(d) la Jocurile Olimpice de vară din 1952.
A avut gradul de sublocotenent în Ministerul Afacerilor Interne.

## Distincții
- Medalia Muncii (14 mai 1954) „pentru rezultate valoroase obținute în activitatea sportivă”[5]